# Herman Major Schirmer
Herman Major Schirmer (født 20. juni 1845 i Kristiania, død 11. april 1913 sammesteds) var en norsk arkitekt og rigsantikvar. Han var søn af Heinrich Ernst Schirmer og bror til Adolf Schirmer. 
Sin uddannelse som arkitekt fik han dels i sit hjemland hos sin far og hos maleren og arkitekten Franz Wilhelm Schiertz i Bergen, dels ved Dresdens Akademi (1866—68). Efter en studierejse (1869) i Italien, Schweiz, Tyskland og Sverige vendte han tilbage til Kristiania, hvor han som praktiserende arkitekt blandt andet byggede Hotel Royal i Kristiania, Frognersæteren, Hamar Domkirke og Bergens Kreditbank. 1873—84 underviste han i bygningslære, senere i ornamentik ved Den Kongelige Kunst- og Haandværksskole, fra 1884 som overlærer. Den gamle Tegneskoles omdannelse til en kunst- og håndværksskole skyldes for en stor del hans forslag, og han var medlem af den i den anledning nedsatte kongelige kommission. 
Tidlig vaktes Schirmers interesse for Norges middelalderlige bygningskunst, og han har i større værker oge mindre afhandlinger udfoldet et betydningsfuldt arbejde for at udforske den videnskabeligt samt vække Forstaaelse af Norges bygningskultur i middelalderen. I de årsberetninger, som udgives af Foreningen til norske Fortidsmindesmærkers Bevaring, hvis formand han var 1899—1911, har dels han selv, dels hans elever, med hvem han har foretaget årlige ekskursioner rundt om i landet, nedlagt frugtbringende resultater af undersøgelser af ældre norske bygningsværker. Han havde en særlig evne til at samle ungdommen blandt arkitekterne om sig, og en række af dem holdt stadig fast ved ham og hans kunstneriske tanker i stærk hengivenhed. 
Særlig har de af ham ledede studierejser på landsbygden i Norge (1895—1912, specielt i Gudbrandsdalen og Numedalen) haft grundlæggende betydning for norsk moderne arkitektur ved at åbne den yngre generations øjne for den gamle norske træarkitekturs — særlig bondegårdens — særprægede skønhed, karakter og tekniske fortrinlighed og ved at søge tilknytning for disse traditioner i moderne national norsk bygningskunst og kunsthåndværk. Det var således særlig som lærer, Schirmer spillede en betydningsfuld rolle i norsk bygningskunst. I 1912 blev han udnævnt til den første indehaver af stillingen som Norges rigsantikvar. Af hans særskilt udgivne skrifter har Kristkirken i Nidaros (Kristiania 1885) vakt adskillig strid, idet han gør synsmåder gældende, som står i skarp modsætning til den hidtidige ledelse af dette bygværks restaurering. For øvrigt udfoldede han på forskellige bygningstekniske felter, på jernbanebygningens, undervisningsvæsenets og bygningsarkæologiens område en omfattende litterær produktion.